# Petrocephalus simus
Petrocephalus simus es una especie de pez elefante eléctrico perteneciente al género Petrocephalus en la familia Mormyridae presente en varias cuencas hidrográficas de África, entre ellas los ríos Ntem, Ogowe, Ivindo, Rembo Nkomi y Nyanga. Es nativa de la República Democrática del Congo, Angola, Camerún, Zambia y Gabón; y puede alcanzar un tamaño aproximado de 12,0 cm.

## Estado de conservación
Respecto al estado de conservación, se puede indicar que de acuerdo a la IUCN, esta especie puede catalogarse en la categoría «Preocupación menor (LC)».